# 이시가모리 소마
이시가모리 소마(일본어: 石ヶ森 荘真, 2001년 7월 1일~)는 일본의 축구 선수이다.

## 구단 경력
그는 2019년 J3리그의 반라우레 하치노헤에 입단했고, 2년동안 팀에서 뛰었다. 2020년후 현역 은퇴.